# 한국지역진흥재단
한국지역진흥재단(韓國地域振興財團, Korea Local Promotion Foundation)은 대한민국 지방자치단체들의 출연으로 시·도 및 시·군·구의 지역진흥을 위해 설립된 재단법인이다. 이사회는 이사장 1인과 상임이사 1인, 서울특별시청 정책기획관, 부산광역시청 정책실장 및 각 광역자치단체 기획관리실장 14인 및 행정안전부 지역경제과장 등 당연직 이사 17인과 위촉직 8인, 당연직 감사인 행정안전부 지역발전정책국장 등 이사 27인, 감사 1인으로 구성되어 있다. 재단 사무실은 서울특별시 강남구 강남대로 636 두원빌딩 9층에 위치하고 있으며 지역홍보센터는 서울특별시 서초구 신반포로 176 지하철 7호선 고속터미널역 지하 1, 2층 (4번 출구)에 위치하고 있다.

## 주요 업무
- 지역진흥을 위한 기획‧조사 및 연구
- 지역진흥을 위한 다양한 지역정보의 집적
- 지역홍보센터를 통한 특화된 지역홍보사업
- 지역특산물 및 문화‧관광자원 등의 전시 및 특정지역장터 운영사업
- 지역특산물 우편‧인터넷판매등 판촉 지원사업
- 지역축제 등 이벤트 조성‧지원사업
- 지역개발 자문‧컨설팅‧교육 등 인적역량강화 지원사업
- 기타 재단의 목적을 달성하기 위해 필요한 사업
- 행정자치부 장관이 위탁하는 사업

## 연혁
- 2007년 6월 21일 재단설립 발기인대회 개최
- 2007년 8월 16일 재단법인 한국지역진흥재단 설립 허가 (행정안전부)
- 2007년 8월 23일 재단법인 한국지역진흥재단 개소
- 2007년 11월 21일 전국에 대한민국 지역홍보센터 개관 (서울 중구)
- 2009년 3월 30일 재단 사무실 이전 (서울특별시 강남구 신사동 두원빌딩 9층)
- 2009년 6월 9일 지역홍보센터 이전 (고속터미널역 지하 1, 2층)
- 2009년 7월 24일 제2대 남효채 이사장 취임
- 2012년 3월 12일 제3대 한봉기 이사장 취임
- 2014년 3월 10일 제4대 박경배 이사장 취임
- 2015년 6월 11일 마을공동체발전센터 신설

## 조직

### 상임이사
- 기획관리실
  - 기획운영팀
  - 연구조사팀
- 마을공동체 발전센터
  - 정책개발팀
  - 사업지원팀
  - 교육팀
- 지역홍보실
  - 홍보기획팀
  - 특산물마케팅팀

## 소속기관
- 지역홍보센터